# Medycyna psychosomatyczna
Medycyna psychosomatyczna to dziedzina wyłoniona z psychiatrii w latach dwudziestych XX wieku. Jej podstawą teoretyczną była psychoanaliza, a głównie obserwacje kliniczne dotyczące roli konfliktów w etiologii schorzeń takich jak choroba wrzodowa, nadciśnienie tętnicze. Według innych źródeł medycyna psychosomatyczna bada wpływ czynników społecznych, psychologicznych i behawioralnych na stan zdrowia i jakość życia (zob. dobrostan subiektywny) ludzi i zwierząt.

## Zaburzenia psychosomatyczne
Ludzie cierpiący na zaburzenia psychosomatyczne odczuwają ból, mdłości lub mają inne fizycznie odczuwalne objawy. Co ich wyróżnia to niemożliwość postawienia wyraźnej diagnozy, co do przyczyn tych dolegliwości.
Dolegliwości fizyczne mogą być spowodowane określonymi problemami psychicznymi, takimi jak zaburzenia dysocjacyjne, zaburzenia somatyzacyjne czy też zespół napięciowego zapalenia mięśni. Niektóre uwarunkowania fizjologiczne, takie jak awitaminoza, czy uraz mózgu mogą spowodować poważne objawy psychiczne. Kiedy przyczyna danej dolegliwości jest niewiadomą czasami szuka się podłoża psychosomatycznego. W przypadku niektórych przypadłości, np. alergii, które do tej pory były traktowane jak choroby czysto psychosomatyczne odkryto, że stoją za nimi określone czynniki organiczne. Ilość kontrowersji wokół innych zaburzeń, jak np. zespół chronicznego zmęczenia, maleje, w miarę jak rozwijające się gałęzie nauki, takie jak proteomika, przybliżają się coraz bardziej do zidentyfikowania konkretnych biomarkerów tychże zaburzeń. Jednak sprawę wciąż komplikuje wpływ stanu psychicznego na fizyczny. Wiadomo, że ma on wpływ na rozwój, np. schorzeń układu krążenia czy choroby wrzodowej.

## Historia
Do XVII wieku na zachodzie nerwicę histeryczną (tzw. histerię) przypisywano macicy (z gr. „hustera” – macica). Starożytni Grecy twierdzili, że macica czasami się odczepiała od wewnętrznych części ciała, do których była przymocowana, co w konsekwencji sprawiało, że poruszała się ona de facto bezwiednie w ciele kobiety. To miała być przyczyna typowo histerycznych symptomów.
To jednak psychologia w ujęciu muzułmańskim (tzw. psychologia muzułmańska) poczyniła pierwsze kroki w kierunku psychosomatyki, gdy dwójka średniowiecznych uczonych z Persji specjalizujących się w psychologii muzułmańskiej i medycynie ogólnej – Ahmed ibn Sahl al-Balkhi (850-934) i Haly Abbas (-994) – odkryła, jak psychologiczne i fizjologiczne aspekty stanu pacjenta mogą na siebie wpływać. Zauważyli oni pewną prawidłowość u pacjentów, mianowicie, że dobry stan fizyczny szedł w parze z dobrym stanem psychicznym i że zły stan fizyczny szedł w parze ze złym stanem psychicznym. Kolejny z perskich uczonych – Awicenna – uznał zaś „psychologię fizjologiczną” za zasadną w leczeniu chorób mających związek z określonymi stanami emocjonalnymi. Wypracował on nawet system kojarzenia zmian tętna z uczuciami pacjenta, co można uznać za zwiastun późniejszego Testu Skojarzeń Słownych Carla Junga.
W latach 1840 i 1850 o histerii można było już poczytać w podręczniku medycznym. Była ona też przedmiotem specjalistycznych badań, których przykładem może być. „Traité Clinique et Therapeutique de L'Hysterie" Pierre’a Briqueta opublikowane w 1859 r. W latach 1870 histerią zajął się inny francuski badacz – Jean-Martin Charcot. Zaadaptował on metodę zastosowaną wcześniej w przypadku chorób neuropatologicznych i porównując przypadki wielu chorych, u których podejrzewano histerię próbował on metodą obserwacji określić, które z ich dolegliwości się powtarzają, ergo, które można uznać za typowy objaw histerii. W ten sposób Charcot za pomocą kamery stworzył zapis swoich badań, który pokazuje najczęstsze symptomy kliniczne tejże choroby. Używając hipnozy Francuz również próbował dowiedzieć się więcej na temat neurozy histerycznej i kojarzonych z nią mechanizmów neurologicznych.
Na początku XX w. Franz Alexander stał się wiodącą postacią ruchu, który szukał dynamicznego związku między umysłem a ciałem. Również Zygmunt Freud zainteresował się psychosomatyką, a konkretniej – chorobami psychosomatycznymi. Mocno go zaintrygowały badania Georga Groddecka, z którym listownie korespondował. Groddeck wówczas badał, czy choroby fizjologiczne mogą być skutecznie leczone psychologicznie.
Zaobserwowano wówczas wiele różnic między dolegliwościami wynikającymi z histerii a ich odpowiednikami, które z histerią nie miały nic wspólnego. Odnotowano przypadki częściowo sparaliżowanych pacjentów, np. cierpiących na paraliż lub zdrętwienie ręki, u których zasięg odczuwanego paraliżu lub zdrętwienia nie zgadzał się z ich faktycznym zasięgiem będącego bezpośrednim wynikiem fizjologicznej choroby czy fizycznego uszkodzenia konkretnych nerwów w ciele. Określono to mianem paraliżu rękawiczkowego, gdyż często zasięg odczuwanego przez pacjentów paraliżu przypominał swym kształtem rękawiczkę. Podobne wnioski nasunęły się naukowcom w przypadku osób pozornie niewidomych. Ludzie ci utracili wzrok a mimo to, nie wiedzieć czemu, nie byli w tym samym stopniu niepełnosprawni, co osoby, u których przyczyny utraty wzroku mogły być konwencjonalnie i biologicznie dowiedzione. Te nieprawidłowości podpowiedziały naukowcom, że przyczyna tych chorób jest inna niż w przypadku konwencjonalnych chorób czy kontuzji.
Wiele znanych chorób takich jak astma oskrzelowa, alergia, ciąża urojona, celiakia czy migrena było pierwotnie określanie mianem „histerycznych” lub „psychosomatycznych”. Inne – takie jak zespół nadwrażliwości chemicznej, zespół chronicznego zmęczenia, fibro mialgia lub syndrom wojny w Zatoce Perskiej – wciąż budzą wątpliwości.
Kiedyś uważano, że za powszechną chorobę wrzodową odpowiedzialny jest stres, lecz późniejsze badania zweryfikowały ów pogląd. Wykazały one, że 80% chorób wrzodowych wywoływanych jest przez bakterię Helicobacter pylori. Odkrycie to sprawiło, że przestano uważać stres za przyczynę wrzodów. Jednak aż 4 z 5 badanych nosicieli Helicobacter pylori nie cierpiało na wrzody. W związku z tym specjaliści z Academy of Behavioral Medicine Research doszli do wniosku, że wrzody nie są tylko i wyłącznie infekcją bakteryjną, ale trzeba w ich przypadku uwzględnić również czynniki psychologiczne. Prawdopodobnie stres sprzyja infekcji organizmu bakterią Helicobacter pylori.
Niektóre zaburzenia i ich objawy trudno sklasyfikować, jako czysto psychosomatyczne. Dobrym tego przykładem jest zespół jelita drażliwego, za którego przyczynę uważano kiedyś czynniki wyłącznie psychosomatyczne, lecz późniejsze badania wykazały zmiany w funkcjonowaniu jelit u pacjentów cierpiących na tę dolegliwość. Nie zaobserwowano jednak w ich przypadku rzeczywistych zmian strukturalnych, a różnice w funkcjonowaniu jelit są tylko jednym z objawów. Najnowsze badania wykazują, że stres i silne emocje mogą mieć znaczny wkład w rozwój czynników wywołujących zespół jelita drażliwego.
Uważa się, że stres i napięcie związane z codziennością mogą stanowić psychosomatyczne podłoże dla wielu współczesnych zaburzeń, jak na przykład bólu odcinka lędźwiowego pleców czy nadciśnienia, które mają pośredni związek z życiem codziennym. Sposoby, w jakie stres psychiczny przekłada się w organizmie na objawy fizjologiczne różnią się zależnie od czasu i przynależności kulturowej. Kobiety pochodzenia amerykańskiego lub wschodnioeuropejskiego żyjące w erze wiktoriańskiej są tu dobrym przykładem, bowiem typowe dla nich objawy psychosomatyczne w większości już pozanikały. Jak zauważyli antropolodzy to, na jaki somatyczny objaw przełożą się osobiste doświadczenia psychologiczne danej osoby, zależy w dużej mierze od podłoża kulturalnego, na jakim się ona wychowała.
Od 1970 roku teoria biosemiotyczna stanowiła teoretyczną podstawę medycyny psychosomatycznej, a to głównie za sprawą Thura von Uexkull’a i jego kolegów po fachu w Niemczech i na całym świecie. Zarówno teoria Umwelt (niem. - „środowisko”, „to, co wokół”), jak i teoria organizmu Jakoba von Uexkull’a okazała się bardzo przydatna w opisywaniu zjawisk psychosomatycznych.

## Współczesne konotacje
Termin „psychosomatyczny” wywołuje często negatywne skojarzenia i jest mylnie kojarzony z symulowaniem choroby, chorobą psychiczną lub omamami, co tylko pogarsza stan psychiczny pacjenta.
We współczesnym społeczeństwie za powszechną przyczynę zaburzeń psychosomatycznych uważa się stres. Właśnie dlatego radzenie sobie ze stresem jest ważnym czynnikiem w rozwoju człowieka. Ma to bowiem bezpośredni wpływ na prawdopodobieństwo wystąpienia objawów psychosomatycznych i na to czy uda nam się je złagodzić czy też ich uniknąć.

## Założenia współczesnej medycyny psychosomatycznej
- Holistyczne ujmowanie natury człowieka (włączenie problematyki somatopsychicznej)
- Polietiologiczna koncepcja - odniesienie szkodliwości dla zdrowia zachowań i emocji
- Zmiana organizacji opieki nad pacjentami i włączenie do niej innych specjalistów (psycholodzy)

| Model biomedyczny                                                           | kategorie opisu      | Model holistyczno-ekologiczny |
| --------------------------------------------------------------------------- | -------------------- | --- |
| medycyna neopozytywistyczna                                                 | geneza               | koncepcje systemowe, nurty humanistyczne |
| wyizolowany ze środowiska, ograniczony do wymiaru biologicznego             | człowiek             | powiązania między człowiekiem a środowiskiem |
| kategoria uniwersalna, przedmiot badań - choroba                            | zdrowie              | dynamiczne – poddająca się zmianom zdolność do osiągania szczytu możliwości fizycznych, psychicznych i społecznych oraz pozytywnego reagowania na wyzwania środowiska |
| traktowanie przedmiotowe, kompetencja o orzekaniu choroby należy do lekarza | człowiek a zdrowie   | traktowanie podmiotowe, egzystencja sensowna i twórcza, dążenie do zapewnienia możliwości rozwojowych                                                                 |
| wykonywanie zaleceń                                                         | zachowania zdrowotne | świadomie podjęte działania w celu promowania, ochrony i zachowania zdrowia, skuteczne lub nie                                                                        |
| jest wyznacznikiem zdrowia, odpowiedzialność za zdrowie ponosi lekarz       | system opieki        | samoopieka - system opieki jest jednym z wielu determinantów zdrowia, współodpowiedzialność za zdrowie ponosi podmiot                                                 |
| podejście nomotetyczne, tworzenie teorii ogólnych o mocy wyjaśniającej      | metodologia          | podejście idiograficzne, opis i zrozumienie funkcjonowania konkretnego człowieka                                                                                      |

## Zaburzenia psychosomatyczne, a proces starzenia
Starzenie znacznie potęguje schorzenia psychosomatyczne a nawet przyspiesza ich rozwój. Tyczy się to szczególnie schorzeń wywoływanych przez depresję. Jest to spowodowane ważkimi wydarzeniami w życiu chorego, których częstotliwość nasila się wraz z wiekiem. Szczególne znaczenie mają tutaj takie momenty jak śmierć rodziców, czy innych krewnych; śmierć żony lub męża, przejście na emeryturę i wszelkie problemy zdrowotne wynikające ze starzenia się.

## Terapia
Medycyna psychosomatyczna jest uważana za poddziedzinę psychiatrii i neurologii. W celu leczenia zaburzeń psychosomatycznych wykorzystuje się taki elementy psychiatrii, jak np. psychoterapia.